# Santa Maria la Longa
Santa Maria la Longa (Lònga, IPA: [ˈlɔŋɡa], o Lónga, IPA: [ˈloŋɡa]; Sante Marie la Lungje in friulano) è un comune italiano di 2 291 abitanti del Friuli-Venezia Giulia.
L'agricoltura è stata la fonte principale di reddito fino a pochi anni fa. Nei secoli passati la fertilità di questo territorio ha permesso ad alcune famiglie nobiliari di insediarsi in questi paesi costruendo interessanti ville, con pregevoli rustici, che tuttora possiamo ammirare. Questi edifici, assieme alle chiese, rappresentano i monumenti più preziosi di questo comune. Tali architetture s'inseriscono armonicamente all'interno del tessuto urbano dei borghi, costituiti prevalentemente da edifici d'origine rurale, alcuni di pregevole fattura, sorti lungo i tracciati viari medioevali.
Il visitatore quando arriva in questa zona del Friuli è attratto dalla posizione equidistante di questi paesi, immersi in un verdeggiante territorio che muta il suo colore in funzione delle stagioni e delle coltivazioni agricole praticate. Da questi luoghi, nelle giornate terse, è possibile scorgere il profilo delle Alpi Carniche e Giulie.

## Geografia fisica

### Territorio

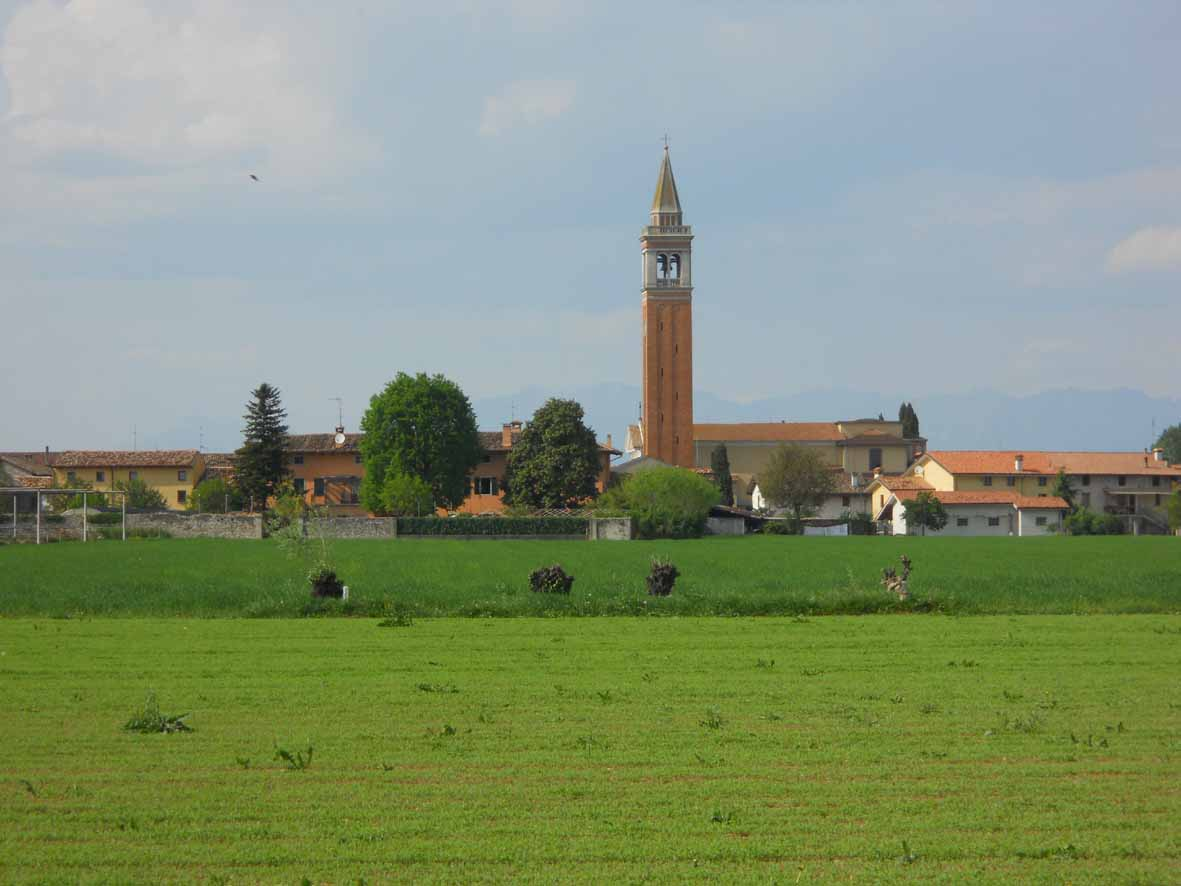
Santa Maria la Longa, campanile e villa dei Canonici di Aquileia

Il comune di Santa Maria la Longa è situato nella pianura friulana a sud di Udine e a nord della città stellata di Palmanova. Il territorio, in gran parte coltivato, è percorso da corsi d'acqua di recente formazione, come la seicentesca Roggia di Palma ed i corsi d'acqua derivati dal Canale Ledra, risalenti alla seconda metà del XIX secolo.
I paesi che fanno parte di questo Comune sono cinque: il capoluogo e le frazioni di Mereto di Capitolo, Tissano, Santo Stefano Udinese e Ronchiettis. Fino al 1797, a sud di Mereto di Capitolo, esisteva anche l'abitato di Ronchis di Capitolo facente parte della Parrocchia di Mereto di Capitolo. Esso fu demolito, per motivi militari, dai francesi durante la costruzione della terza cerchia muraria di Palmanova nella cosiddetta “spianata”.

## Origini del nome
L'antico nome di Santa Maria la Longa era Meleretum, termine che significava "luogo dei meli", questo nome era uguale a quello dell'attuale abitato posto a sud del capoluogo. La prima citazione di questi due paesi è riportata in una pergamena del 1031 del Patriarca Poppone. Il testo dell'antico documento riporta la seguente dicitura …villam de Melereto cum omnibus finibus et pertinentiis suis scilicet cum Villa Sclavorum que simileter dicitur Meleretum et Palmata et Ronca et Ronketes… Da questa citazione si deduce che esistevano due Mereto: il paese attuale, che dal 1520 fu chiamato Mereto di Capitolo, ed il villaggio di Mereto che si trovava a sud della chiesa di San Floriano, distrutto dagli Ungari nel secolo IX e in seguito ripopolato da contadini sloveni fatti arrivare dal Patriarca di Aquileia. La popolazione insediata condizionò il nome del borgo che da Meleretum divenne Villa Sclavorum. Nei secoli successivi (XII-XIII) il nome di Villa Sclavorum mutò progressivamente per arrivare a Santa Maria la Longa. Il termine Santa Maria si collega alla dedicazione della chiesa di questa comunità, mentre "longa" deriva dalla parola slovena Logu che significa "bosco". Il toponimo è correlato al sito dell'antica chiesa di Santa Maria che si trovava ai margini di un grande bosco, chiamato in un documento del 1540 “Le longie” e conosciuto come la selva di San Lorenzo, che comprendeva una grande zona boscosa situata tra Santa Maria la Longa, Clauiano, Santo Stefano Udinese e Sottoselva. In seguito, con la scomparsa della parlata slovena, la parola fu associata all'aggettivo friulano lungje ("lunga") con evidente riferimento alla forma allungata del paese composto dall'unione di tre borghi (Bôrc disore, Bôrc di mièç, Bôrc di Zumpìc). Nella bolla del Patriarca Poppone, oltre ai paesi sopradescritti, troviamo citati i paesi di "Ronchiettis" con il nome Ronketes, che è il diminutivo plurale della parola friulana ronc che significa "terreno disboscato"; dalla stessa voce friulana ci viene anche il citato paese di Ronchis di Capitolo e gli svariati Ronchi in tutto il Friuli. Nello stesso documento troviamo Santo Stefano con il nome villa Sancti Stephani, anche qui il termine si collega all'intitolazione della chiesa, dedicata al protomartire. Tissano, citato la prima volta con il nome "Tissan" nel 1166, fa parte dei toponimi cosiddetti "prediali", termine che si collega al nome del proprietario del podere. Nel caso di Tissano, per segnalare il terreno di Tessius si diceva prædium Tessianum; in seguito s'iniziò ad omettere la parola prædium e così il terreno fu denominato Tessianum da quale deriva probabilmente il toponimo Tissano.

## Storia

### Simboli
Lo stemma e il gonfalone sono stati concessi con DPR del 9 luglio 1953.
Il gonfalone è un drappo partito di azzurro e di bianco.

## Monumenti e luoghi d'interesse
M'illumino

d'immenso»
(Giuseppe Ungaretti, poesia Mattina, in Vita d'un uomo, 1917, Mondadori)

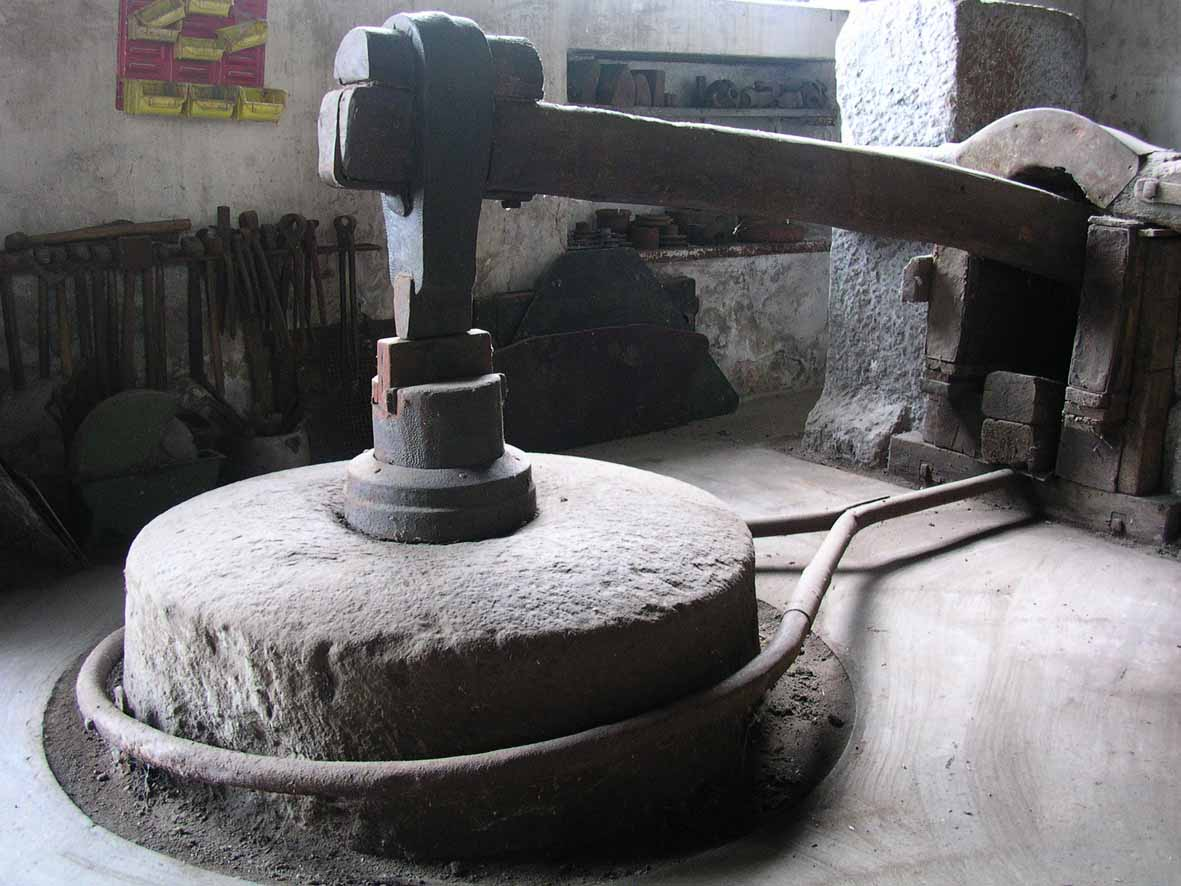
S. Maria la Longa, maglio fucina Mariano Fabris

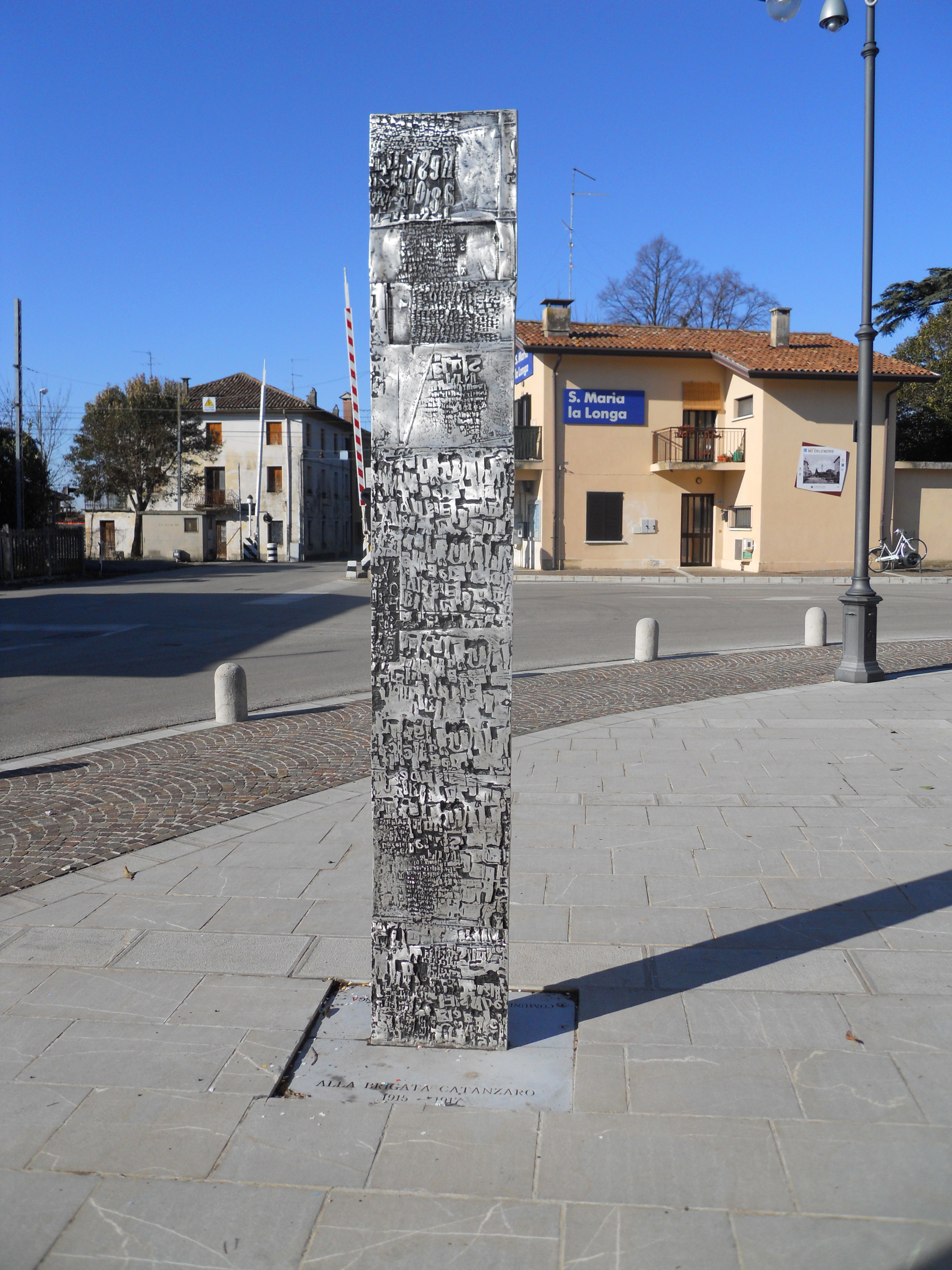
Opera di Giorgio Celiberti dedicata alla Brigata Catanzaro

In piazza Divisione Julia, dove ha sede il municipio di Santa Maria la Longa, si trova la “Farie” di Mariano Fabris che conserva un antico maglio. Sul lato opposto un giardino precede Villa Turchetti-Vintani, costruzione risalente all'inizio del secolo scorso, dalle forme sobrie, con accenni allo stile Liberty. 

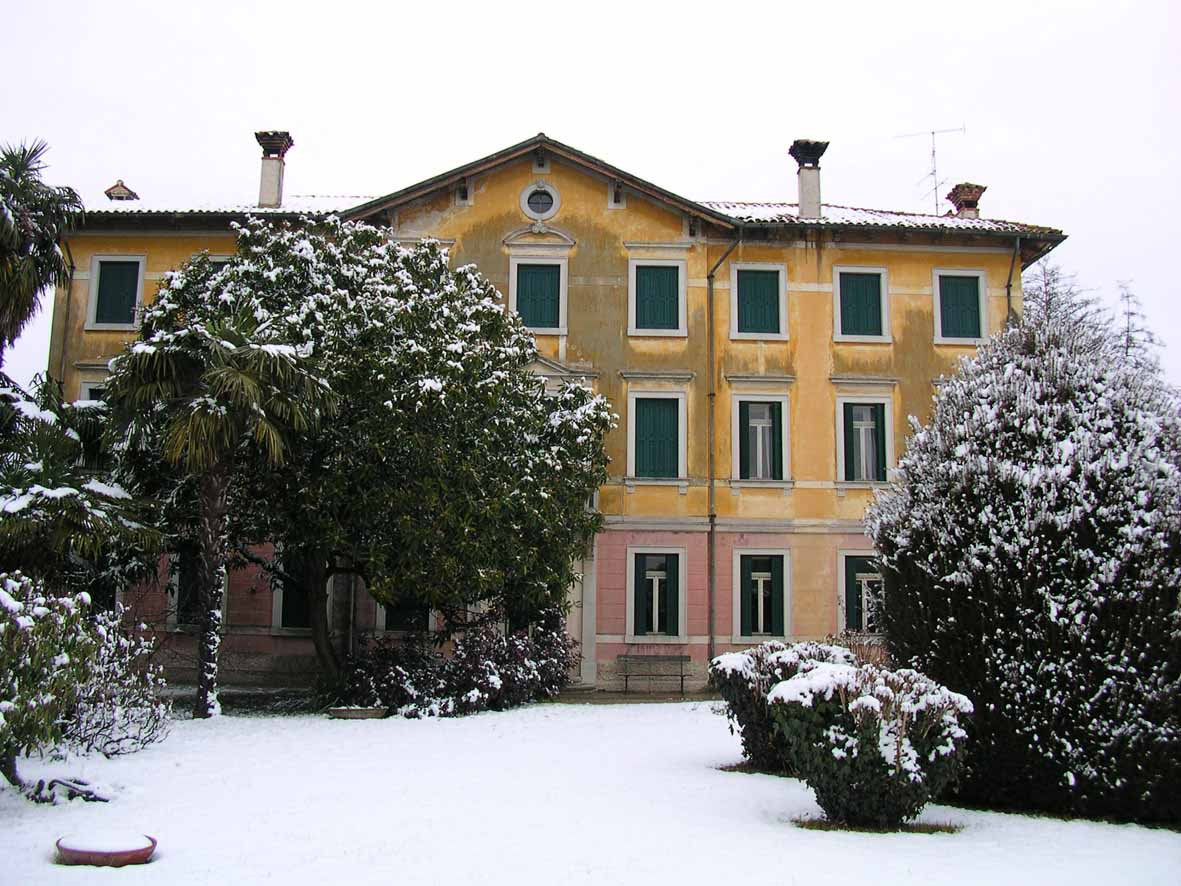
S. Maria la Longa, villa Turchetti Vintani

Durante la Prima Guerra Mondiale, la villa ospitava la mensa ufficiali frequentata anche da Gabriele D'Annunzio. Ad est chiude la corte anteriore l'antica Casa Turchetti, con affresco devozionale sul fronte strada. Proseguendo verso il centro, dopo Casa Miani Calabrese, ci troviamo in prossimità di uno slargo, corrispondente al sito della cinquecentesca chiesa di S. Giorgio, demolita all'inizio del XX secolo. Recentemente è stata ricostruita la planimetria dell'antica chiesa con delle lastre in pietra. A ridosso dell'antico fabbricato un tempo passava la strada romana “Aquileia - Virunum”, nota come “Julia Augusta”. Nei pressi possiamo ammirare l'antica Casa Toneatti, che conserva in facciata lacerti di affreschi con motivi geometrici, gli unici presenti sul territorio comunale. Sul lato opposto della strada s'affaccia Villa Daneluzzi Braida, con ampio giardino ricco di piante secolari tra le quali segnaliamo due querce. Un portale arcuato c'introduce nella corte interna dove assieme alla dimora principale sono presenti alcuni rustici. In uno di questi nacque don Luigi De Biasio (1930-1993) storico e studioso dei processi dell'Inquisizione in Friuli. All'interno della corte, la famiglia Daneluzzi nel secolo XVIII conservava reperti romani ed anche l'originale colonna della Berlina. Arrivati all'incrocio con la Strada Statale 352, proseguendo verso est, passiamo davanti alla colonna della Berlina una delle poche rimaste in Friuli; più a sud è ancora presente la struttura della latteria turnaria, recentemente riaperta con la produzione di formaggi caprini. Ci troviamo nei pressi della Roggia Brentana, l'antica piazza medioevale del paese. In passato sul corso d'acqua transitava la strada che da Aquileia conduceva a Udine. A nord l'acqua, fino ad alcuni anni fa, muoveva le macine del Mulino Birri, ripreso nel recente documentario Elegia Friulana dal regista Fernando Birri.

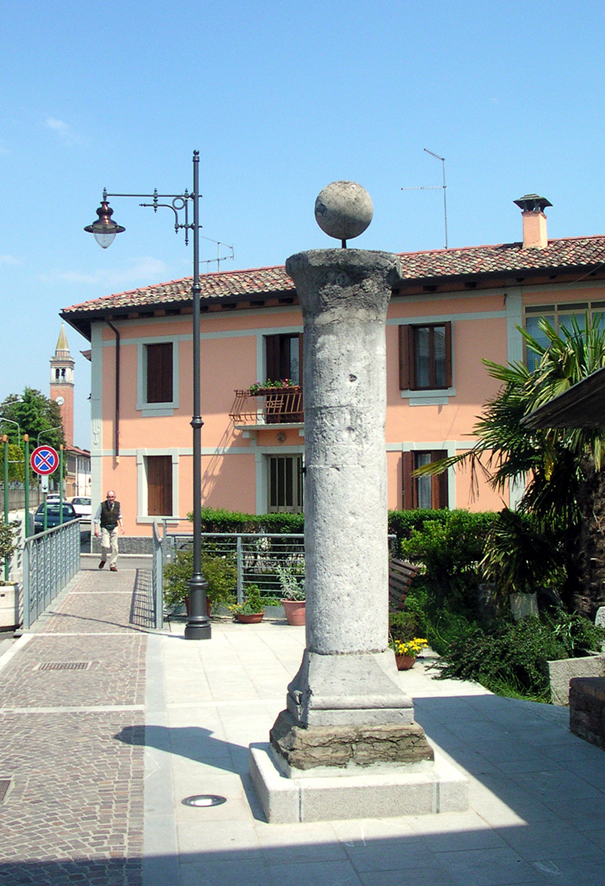
La berlina

 Nell'anno 1031 i paesi di Santa Maria la Longa, Mereto di Capitolo e Ronchiettis furono donati al Capitolo di Aquileia che rimase giurisdicente fino al 1751. Al periodo della giurisdizione del Capitolo di Aquileia risale la colonna della berlina, tuttora presente nel centro del paese di Santa Maria la Longa. È un'antica colonna in pietra nella quale un tempo venivano incatenati i bestemmiatori e i ladri. La colonna fu collocata nel novembre 1761 in sostituzione di una precedente, antichissima, la quale era stata accidentalmente abbattuta e spezzata. Ancora oggi si trova nella località originaria, cioè nella piazza medioevale di Santa Maria la Longa. Da notare che, sicuramente nel secolo XVI, nella suddetta piazza si svolgevano tutte le esecuzioni capitali degli assassini che avevano commesso i loro delitti nei paesi di pianura sottoposti al Capitolo di Aquileia. A pochi metri di distanza dalla piazza, c'era la “casa del boia” che era stata data dal Capitolo alla famiglia dei “Zuan Jacomo con carico che quando occorreva di trovar un Boya per far iustitia…”; il Capitolo aveva dato ai Zuan Jacomo, sempre come paga per il loro servizio, anche una braida di otto campi posti nei pressi della chiesetta campestre di S. Cecilia. Nei casi di condanne a morte, ai rei veniva tagliata la testa che poi si inseriva sulla punta di una lunga pertica la quale si fissava sopra la colonna della Berlina; la testa rimaneva sul palo sino a completa consumazione. Era questo un modo crudele che serviva da monito alla popolazione, in più tutti i viandanti potevano vedere la faccia dell'assassino. Rammentiamo che la "colonna" di Santa Maria la Longa è una delle pochissime rimaste in regione dopo il decreto del Governo Centrale del Friuli del 29 giugno 1797, con il quale si ordinava l'abbattimento di tutte le Berline esistenti. Secondo le nostre ricerche, oggi in Friuli si trovano solamente le “colonne” di Tarvisio (sec. XVI), Malborghetto (eretta nel 1779), Moggio Udinese (iniziata nel 1639, ultimata nel 1653), Piano d'Arta, Aquileia (sec. XIV), Colloredo di Montealbano (nel castello), S. Maria la Longa.
Varcato il corso d'acqua sulla sinistra è presente l'Istituto di Don Orione. In passato questa vasta area, comprensiva di terreni e fabbricati, era di proprietà della famiglia Bearzi. Tra gli edifici più significativi si segnala la pregevole Villa Bearzi che mantiene nella facciata posteriore le caratteristiche originali, con un robusto portale arcuato sormontato da una trifora. La facciata principale, caratterizzata da un timpano e da una balaustra con colonnine, fu ristrutturata all'inizio del Novecento. La villa, dalla metà del secolo scorso, fu adattata alle esigenze della benefica istituzione. L'ampio giardino retrostante conserva un piccolo laghetto con alcune piante secolari tra le quali segnaliamo un cedro del Libano. Varie sculture si possono ammirare lungo i percorsi del giardino: tra queste si segnala un busto di Vittorio Emanuele III e una bronzea statua di San Luigi Orione. Sul fronte opposto alla Villa Bearzi, lungo la cortina edilizia di via Ippolito Nievo, si segnala il bel portale lapideo, con stemma in chiave di volta, di Casa Fabris e il Palazzo Plateo (ora Turchetti-Del Mestre) con facciata impreziosita da un portale architravato in pietra, che c' introduce nell'androne dove è conservata una lapide settecentesca che ricorda le gesta del Conte Colonnello veneziano Zuanne Rados. Continuando in direzione della chiesa parrocchiale alcune case rurali precedono la corte della Villa dei Canonici di Aquileia (Villa Vintani-Milocco). L'edificio è composto da un corpo principale, che si eleva per tre piani, e da due ali laterali più basse; queste ultime hanno in gran parte perso le caratteristiche originali. Il corpo principale presenta centralmente un androne passante con due portali arcuati in pietra sormontati da aperture ad arco.

Sul retro, la strada prosegue in maniera rettilinea dividendo in due parti l'area verde occupata da un vivaio. Nella villa visse Elisa Nievo in Vintani (1837-1926) sorella di Ippolito Nievo. Da fonti orali, durante la Grande Guerra, in questo luogo, nei periodi di riposo dai combattimenti, il fante Giuseppe Ungaretti scrisse il 26 gennaio 1917 la celebre poesia Mattina e le meno note Dormire e Solitudine. Durante la prima guerra mondiale, ai lati del corso d'acqua Brentana, erano presenti numerosi baraccamenti militari, utilizzati nei periodi di riposo dai soldati di ritorno dal fronte sull'Isonzo. Nella parte occidentale della piazza Divisione Julia è presente un giardino che, prima della costruzione della ferrovia, faceva parte dei terreni di Villa di Colloredo Mels, interessante complesso architettonico seicentesco, preceduto da una corte d'onore, con pregevole portale centrale e sovrastante serliana. Nella villa ebbe sede, durante la Grande Guerra, il reparto di fotografia aerea del I Gruppo aeroplani ed ospitò per alcuni mesi Gabriele D'Annunzio. Di fronte alla villa si segnala Casa Coppo - Moschion (secolo XVIII), con portale arcuato ed elegante portafinestra. 

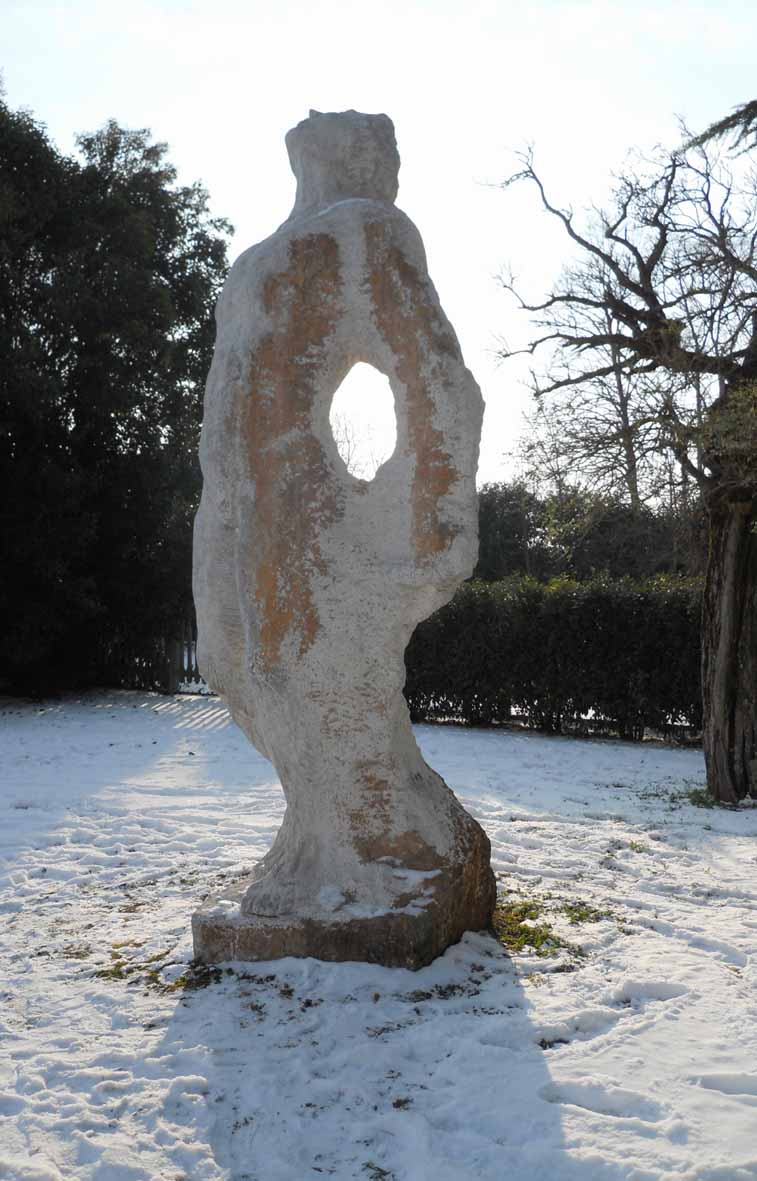
Santa Maria la Longa, monumento dedicato a Ungaretti

Ad ovest della nobile dimora è ben visibile un secolare cipresso situato nei pressi dell'ex Filanda Carrara. Durante la Grande Guerra, parte del complesso produttivo corrispondente all'attuale Casa Passon, ospitava l'Ospedale da Campo n. 206. Ritornando nella principale piazza principale del capoluogo, riviviamo una pagina importante della Grande Guerra. Su tre pietre carsiche sono state scolpite le poesie scritte a Santa Maria la Longa da Giuseppe Ungaretti, opera dello scultore Franco Maschio così come il monumento dedicato alla poesia più rappresentativa MATTINA: M'illumino d'immenso. Recentemente la piazza del Municipio è stata impreziosita da una stele, dell'artista Giorgio Celiberti, a ricordo della Brigata Catanzaro qui presente durante la Grande Guerra.

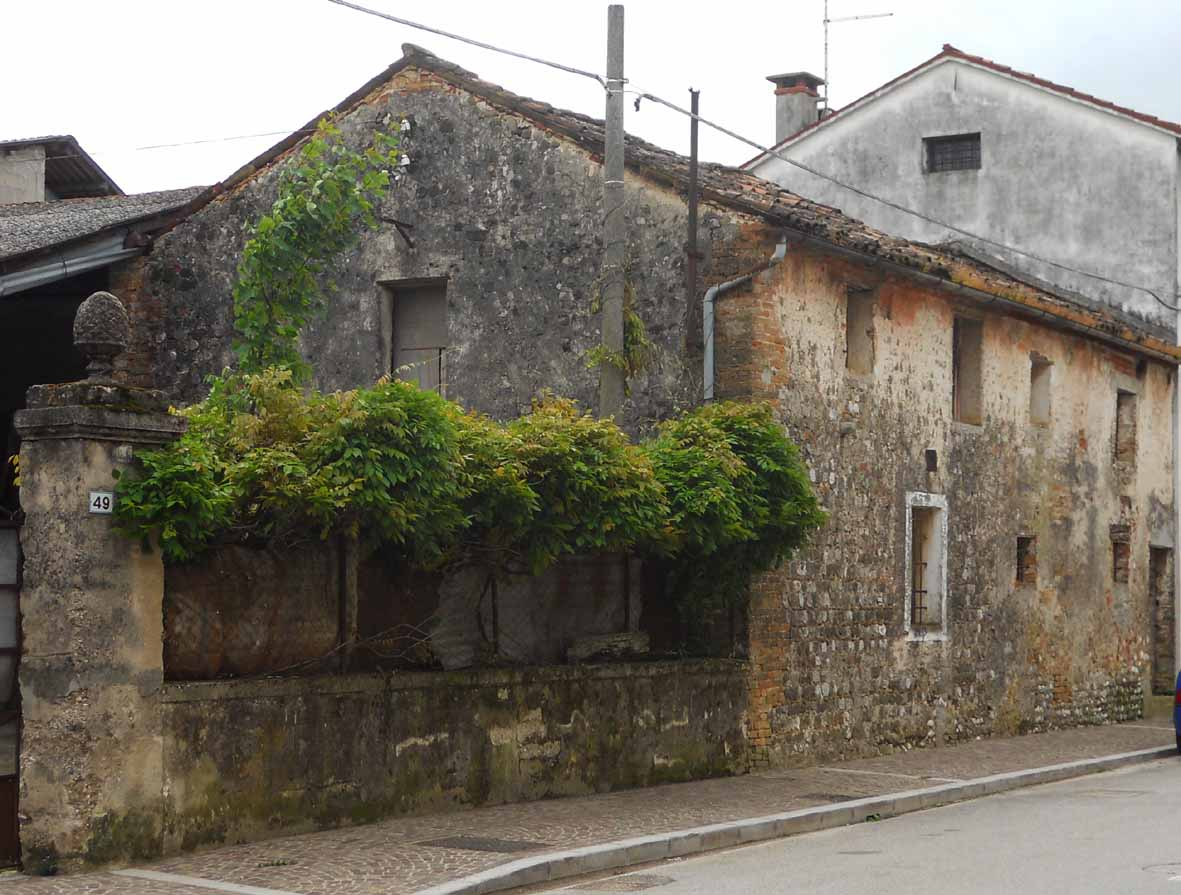
S.Maria la Longa, casa Pontoni

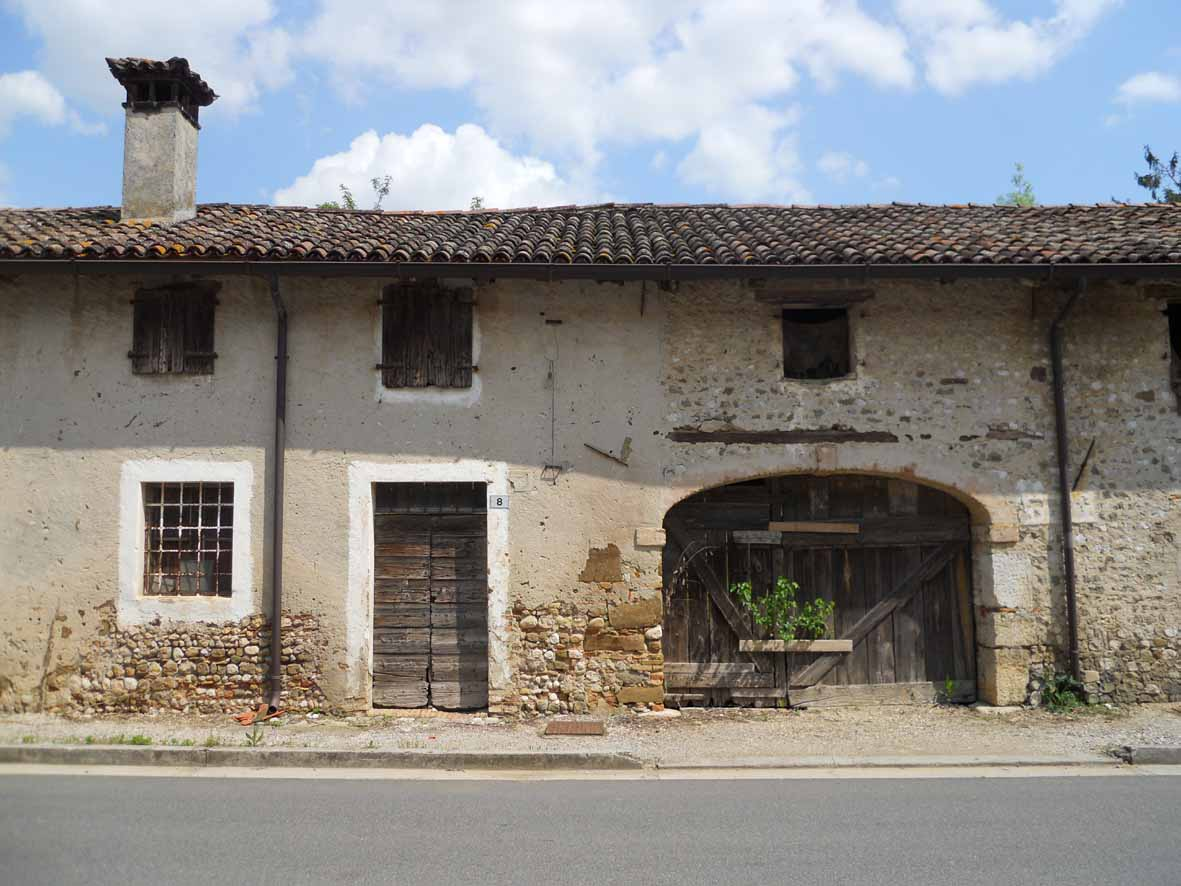
Santa Maria la Longa, casa Volpetti

Arrivati a nord di Santa Maria la Longa, in via Viola, le antiche case del borgo ci raccontano secoli di vita rurale; questo mondo legato alla civiltà contadina di un tempo si ritrova nelle poesie di Galliano Zof.

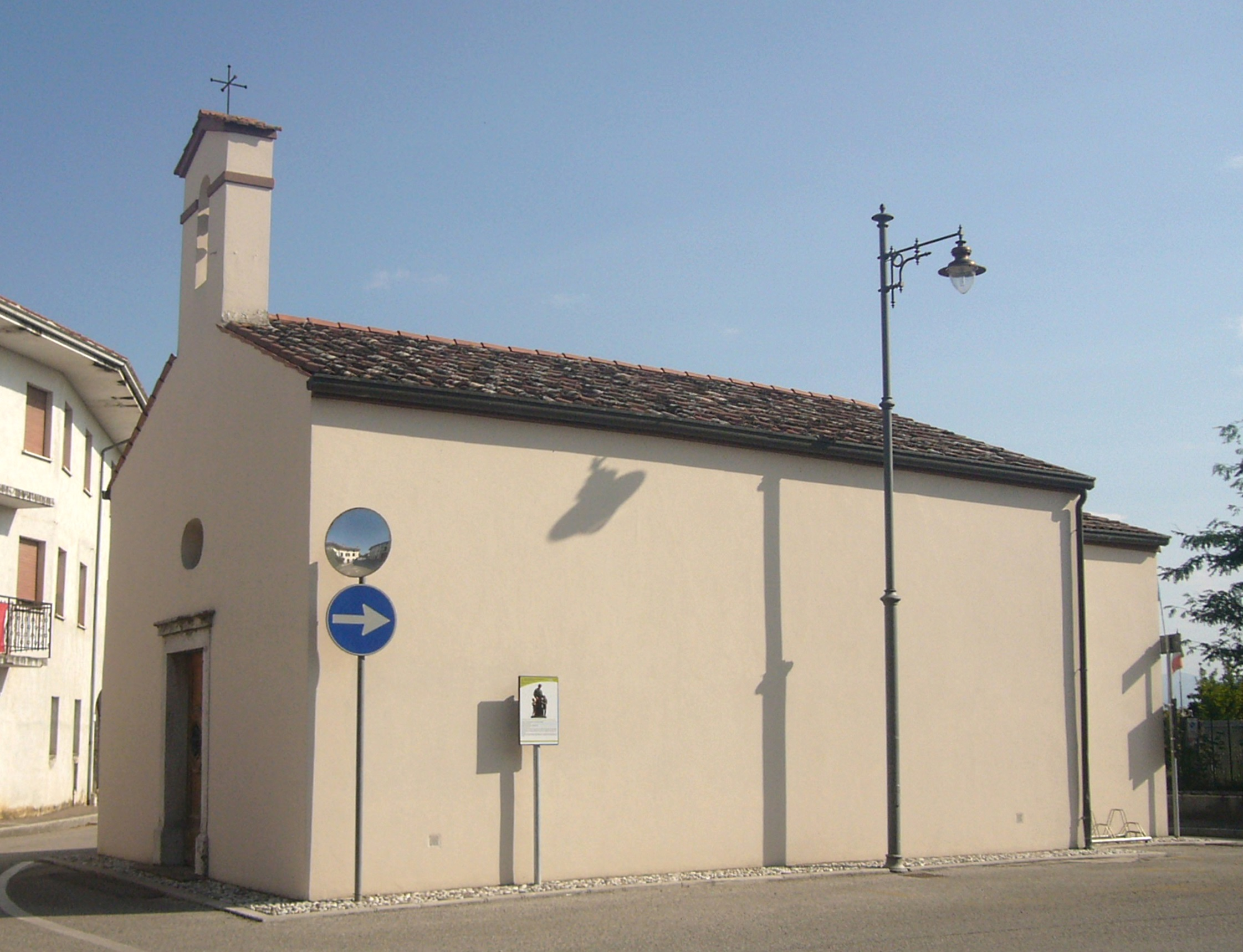
La chiesetta di San Giovanni Bosco

Tra questi edifici meritano particolare attenzione Casa Volpetti, Casa Catania e la chiesa di S. Floriano, ora dedicata a san Giovanni Bosco, tutti edifici risalenti al secolo XVI. L'edificio religioso presenta le caratteristiche architettoniche delle chiese votive della pianura friulana. Nel 1606 all'interno presentava un unico altare con icona di San Floriano e san Biagio corrispondente presumibilmente alla cinquecentesca pala presente nell'aula. L'edificio nel corso del tempo fu più volte restaurato. Nel 1937 fu inserita la statua lignea di San Giovanni Bosco e più tardi l'altare ricavato dal pulpito della chiesa parrocchiale di Santa Maria la Longa. Gli scavi archeologici eseguiti alcuni anni fa, prima del restauro del nuovo pavimento, hanno messo in luce, sul lato ovest, una fondazione di probabile epoca romana. Oltrepassata la chiesa ci troviamo in via Zompicco, in friulano bôrc di Zumpìc. Nelle vicinanze si trova il pozzo del borgo e l'antica Casa Pontoni, risalente al secolo XV che si caratterizza per le limitate dimensioni, per le piccole finestre, di cui alcune arcuate, e per il coronamento del tetto in mattoni. Proseguendo in direzione di Bicinicco passiamo davanti alla Casa Savio-Danielis con portali in pietra e pregevole portafinestra al piano primo. Continuando in direzione ovest si segnala la cortina edilizia con Casa Mocchiutti e sul fronte opposto Casa Malisan, ora sede della Comunità "La Viarte".

### Chiesa Parrocchiale di Santa Maria Assunta

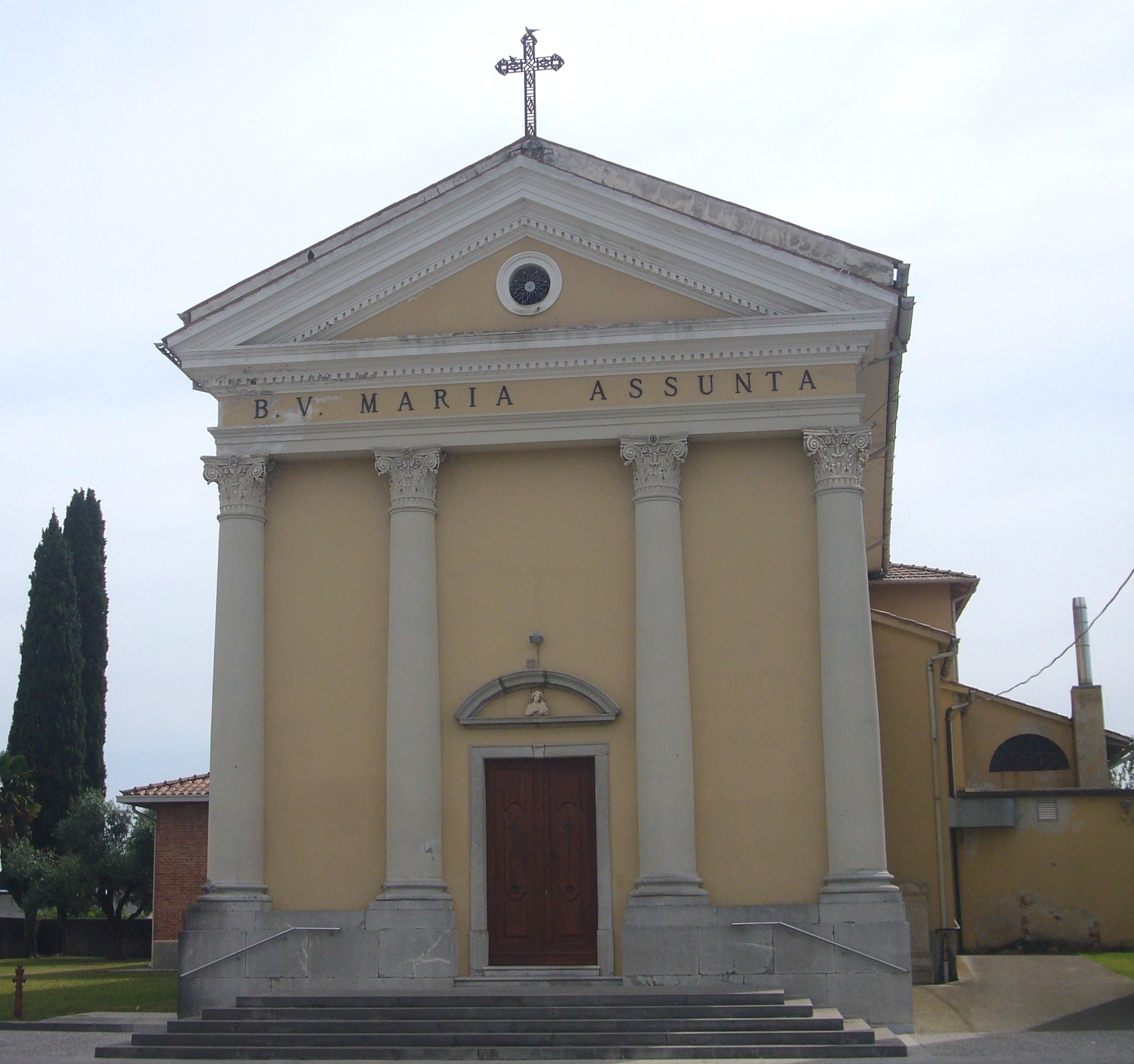
La parrocchiale

Nei piazza dei Patriarchi si trova la chiesa parrocchiale di S. Maria Assunta. Un tempo quest'area era occupata dalla Centa che racchiudeva all'interno il cimitero e la chiesa. L'edificio religioso è citato per la prima volta nel XIII secolo. Nel corso del tempo subì vari danneggiamenti fino alle ripetute devastazioni turche del secolo XV. L'edificio nelle forme attuali è databile per alcune parti al secolo XVI e per le rimanenti ai successivi interventi di ampliamento dei secoli XIX-XX. La facciata è stata impreziosita nel secolo XIX da quattro colonne con capitelli compositi e timpano superiore. Le opere interessanti, presenti all'interno della chiesa, sono: un fonte battesimale (secolo XVI), l'altare barocco della Madonna del Rosario, una pala d'altare raffigurante la Madonna con Bambino, sant'Apollonia e probabilmente i santi Ermacora e Fortunato (fine secolo XVI), una preziosa tela con i santi Giovanni Battista, Giuseppe e Giustina (secolo XVI) e gli stalli lignei del coro con preziosi intagli (secolo XVIII).
Il campanile fu costruito nel 1914, su imitazione del ricostruito campanile veneziano di Piazza San Marco.
A ridosso della chiesa è situata la canonica, costruzione cinquecentesca, edificata sul perimetro della Centa. Sul fronte principale si trova un pregevole dipinto devozionale raffigurante la Natività (secolo XIX) con sottostante meridiana. Andando in direzione di Merlana, oltrepassate le ultime case dell'antico borgo di sopra, ci si trova immersi nella campagna intensamente coltivata.

### Chiesa di S. Cecilia
All'interno del cimitero di Santa Maria La Longa si trova la chiesa di S. Cecilia. In origine, l'edificio si era posto a ridosso di una polla d'acqua risorgiva, fonte adorata in epoca precristiana. Nella facciata principale è incastonata una testina alata in pietra con ampia bocca dalla quale probabilmente fuoriusciva l'acqua di risorgiva; questa testina è conosciuta come “la piere dal vueli”. Secondo un'antica leggenda da questa piccola scultura alata fuoriusciva dell'olio santo. La chiesa riprende la tipologia delle chiesette votive della zona. In origine l'edificio era privo del cimitero. Attorno alla chiesa, alcuni secoli fa, sorse l'antica sagra del Lunedì di Pasqua. Durante la Grande Guerra sul muro posteriore del cimitero, ora demolito, furono fucilati i presunti rivoltosi della Brigata Catanzaro. Questa tragica vicenda è citata nell'opera di Gabriele D'Annunzio: “Per l'Italia degli Italiani”.

### Santo Stefano Udinese

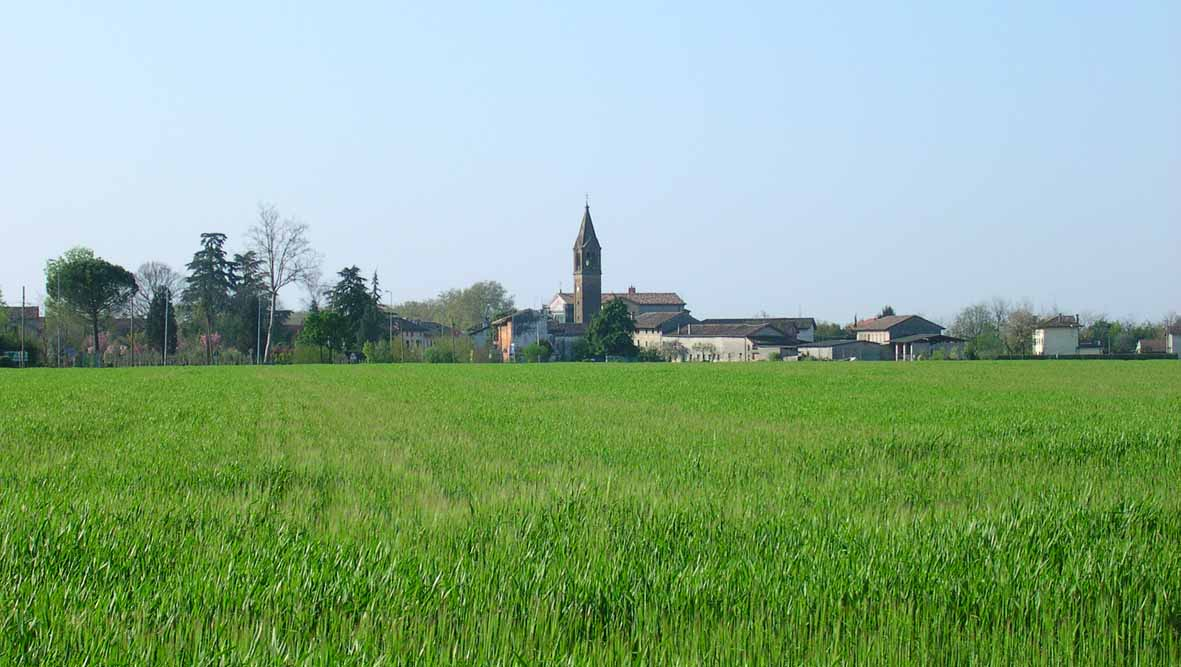
S. Stefano Udinese

Arrivando da Merlana, prima di raggiungere il borgo di S. Stefano Udine, alla vista delle prime case in direzione nord, si incontra la “bressana” Cirio ora Petrocchi, un'uccellanda utilizzata in passato per catturare, con le reti, piccoli uccelli migratori come i tordi, le cesene, le peppole, i fringuelli ecc. Arrivati nel paese tra le prime case troviamo Villa Cirio

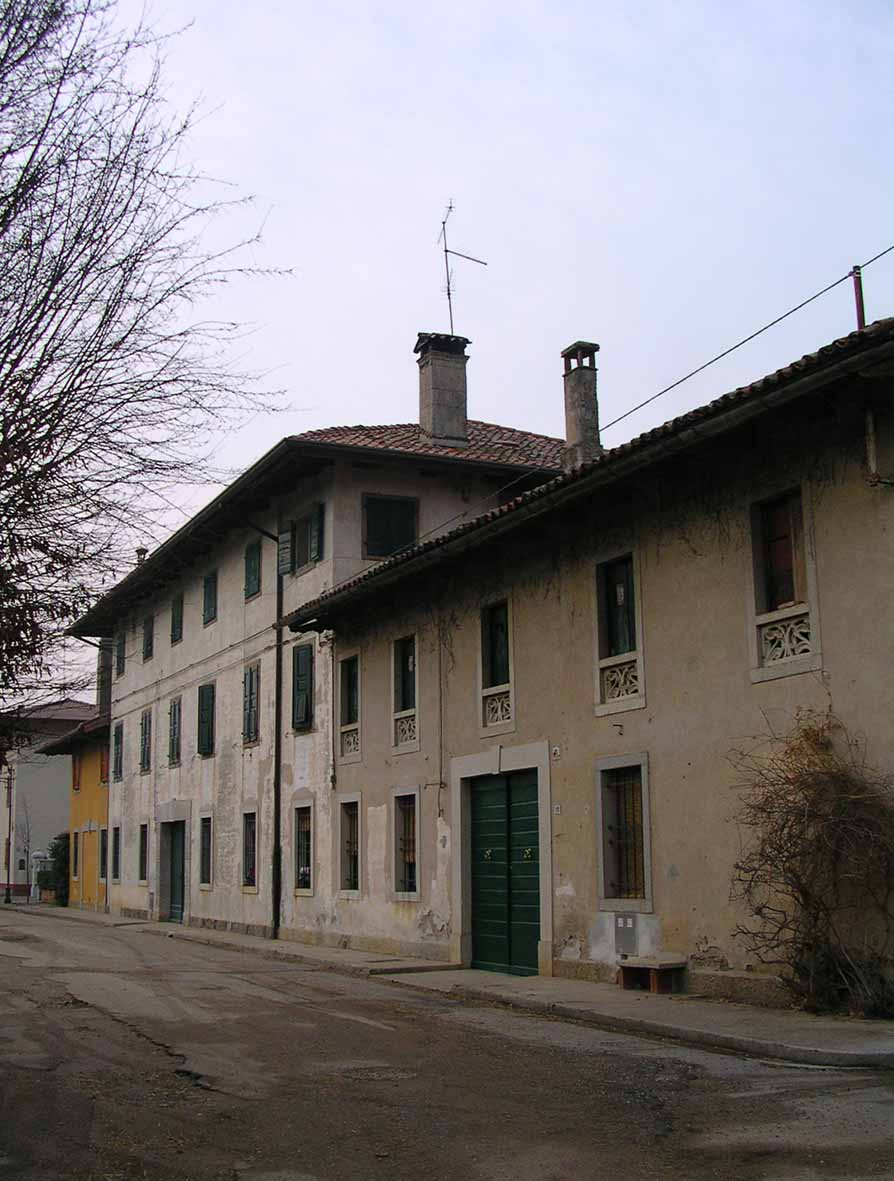
S. Stefano Udinese, villa Cirio

. Il complesso padronale seicentesco presenta un impianto planimetrico ad "L". Alla destra del fabbricato principale si rileva un'ala costruita nel 1927 con interessanti aperture Liberty in cemento. Proseguendo verso il centro del borgo passiamo davanti alla Villa D'Arcano che si sviluppa ortogonalmente alla strada, il complesso architettonico è stato rimaneggiato più volte. Pregevole il portale d'accesso al giardino della villa; sul retro della nobile dimora si rilevano costruzioni rustiche ed un ampio vivaio.

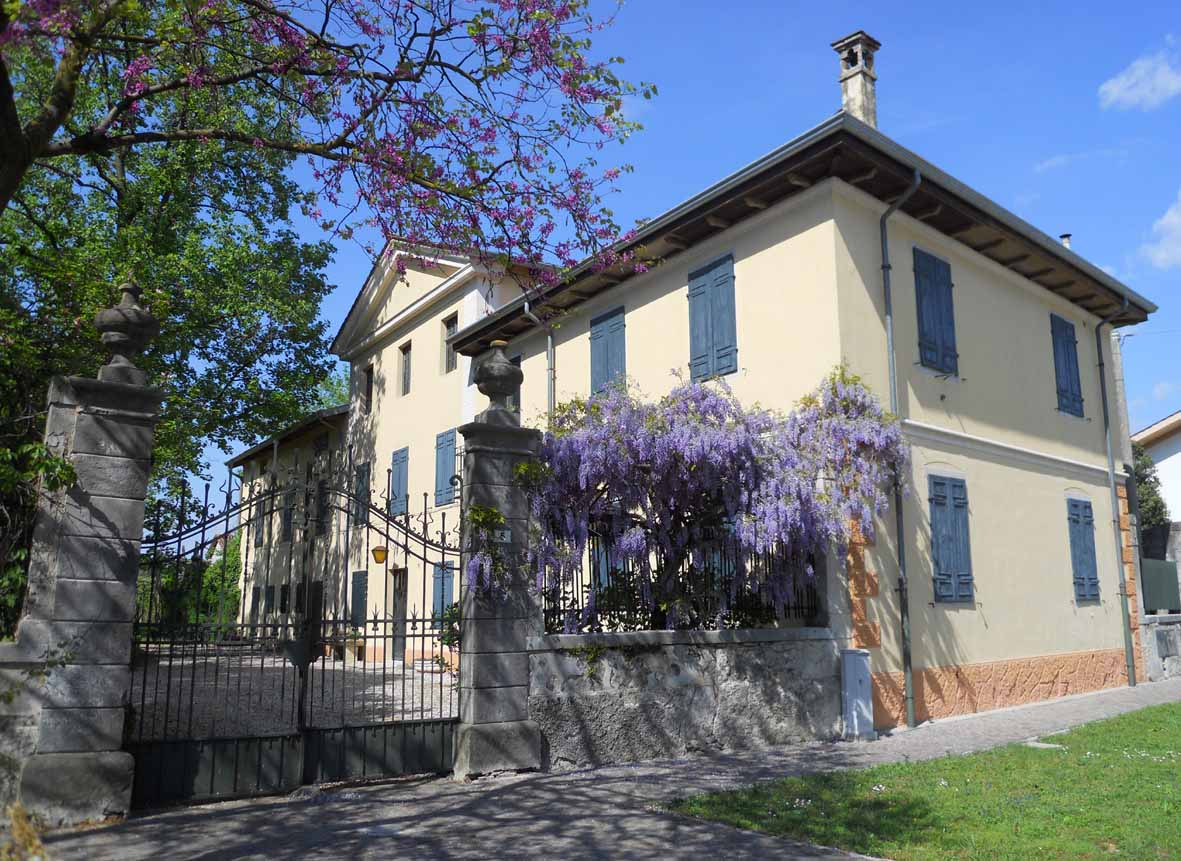
S.Stefano Udinese, villa d'Arcano

Sul lato opposto troviamo Casa Florio, con un bel portale arcuato in blocchi lapidei. Proseguendo verso la Strada Statale 352 segnaliamo alcune case antiche situate a ridosso della Roggia Brentana. Anche qui, come a Santa Maria la Longa, lungo il corso d'acqua passava l'antica strada per Udine. A nord è situata Casa Fantini, che era in origine una stalla pubblica dove sostavano i carri trainati da cavalli. Oltrepassata la strada emerge la facciata della chiesa parrocchiale di S. Stefano. L'edificio fu costruito nel 1878, sul sito della precedente chiesa, su progetto di Girolamo D'Aronco (1825-1909) padre di Raimondo, uno dei più importanti architetti italiani del periodo Liberty. La parrocchiale dalle forme neogotiche presenta una navata cruciforme collegata attraverso un arco trionfale gotico al coro con abside poligonale. La facciata principale, dalle forme sobrie, nasconde le interessanti opere d'arte custodite all'interno. Tra queste segnaliamo un raffinato altare neogotico, in marmi policromi con statua di San Gaetano. Altre due importanti statue ottocentesche in marmo sono collocate ai lati dell'altare maggiore raffiguranti i santi Giovanni e Sebastiano. La parete absidale presenta il Martirio di S. Stefano, opera del pittore gemonese Giuseppe Barazzutti (1890-1940). Tra le altre opere presenti all'interno della chiesa si conserva una pala raffigurante i santi Antonio da Padova,. Ermacora con croce patriarcale, completa il dipinto una Madonna con Bambino ed un bimbo che regge un testo sacro (secolo XVII). Dopo la costruzione della chiesa e la rimozione dell'attiguo cimitero è stato costruito il campanile in stile neogotico. Di fronte alla chiesa sono presenti alcune case rurali, in una facciata si è conservata la scritta: "CHI SI FERMA È PERDUTO Mussolini" eseguita nel 1938 in occasione del passaggio del Duce diretto ad inaugurare Torviscosa. Proseguendo verso nord, seguendo il corso d'acqua, si arriva al Mulino Cogoi (inizio XX secolo). L'edificio conserva ancora le attrezzature molitorie; in passato l'energia idrica, prodotta da una turbina, attivava anche una segheria. Continuando il percorso in direzione Udine si arriva alla chiesa di San Giuseppe. L'edificio religioso, è situato in posizione isolata attorniato da coltivazioni cerealicole. La chiesa, d'origini cinquecentesche, presenta l'ingresso rivolto ad est; in contrasto con la tipologia delle chiese costruite prima del Concilio di Trento. Probabilmente la facciata principale fu costruita in funzione dell'attigua strada medievale percorsa dai pellegrini che transitavano per Aquileia. Il portale centrale in pietra, con stemma superiore, presenta ai lati due finestre trilobate. All'interno dell'aula, è presente una pietra tombale con stemma e iscrizione datata 1539, ai lati dell'arco trionfale si rilevano due affreschi cinquecenteschi raffiguranti S. Stefano e la Pietà. Si narra che un cavallo durante il periodo napoleonico, sfuggito ad un cavaliere delle truppe francesi, entrò con un urto nella chiesa e subito dopo, a causa della violenza del colpo, la porta si chiuse ed il cavallo rimase imprigionato all'interno della chiesa. Dopo un anno, in occasione della festa di san Giuseppe, si scoprì lo scheletro dell'animale ed i banchi rosicchiati dalla bestia affamata; dopo tale avvenimento la chiesa venne anche chiamata le "Glesie dal cjaval".

### Tissano
Provenendo da località Crosada, dopo aver visto alcuni fabbricati industriali, si ritorna ad immergersi nel paesaggio agrario che prosegue oltrepassando il casello ferroviario. In questa zona, nel 1957 furono rinvenute alcune tombe longobarde; i corredi funebri sono conservati presso il Civico Museo di Udine. Dopo il passaggio a livello, svoltiamo a sinistra, percorriamo un'antica strada campestre delimitata in parte da gelsi. Arrivati all'inizio di via Ravellis, dopo aver oltrepassato il canale Ledra, ritroviamo le tipiche case rurali dei borghi di pianura. Tra queste segnaliamo Casa Bertoni - Dorigo Viani, con le murature in sassi e pietrame. Sul lato opposto, prima di arrivare al complesso architettonico di Villa Caimo Mauroner, possiamo vedere l'affresco devozionale di Casa De Sabbata raffigurante l'Annunciazione (secolo XVIII). 

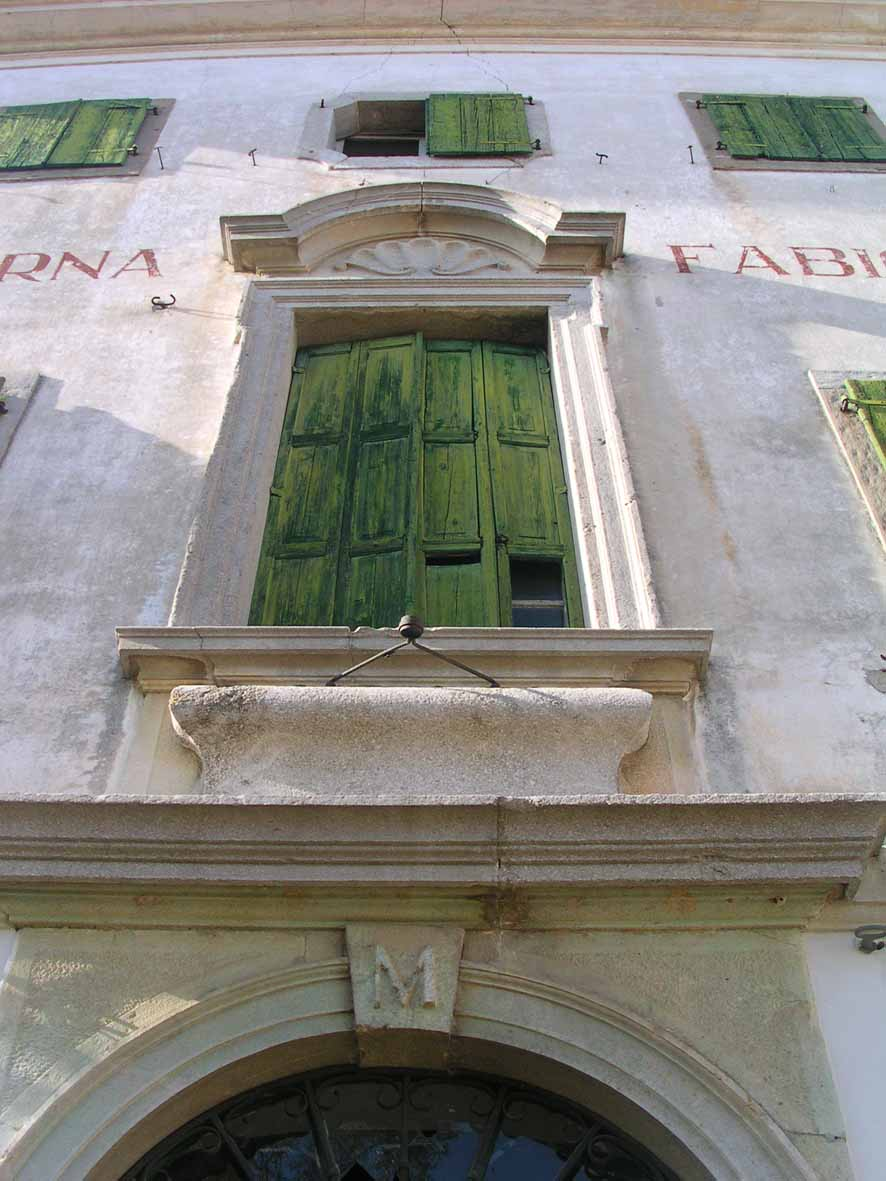
Tissano, villa Caimo Mauroner

La Villa è preceduta dal foledôr con i due portali arcuati in pietra, che un tempo accoglieva i carri agricoli. La facciata della nobile dimora si caratterizza per l'interessante portale arcuato centrale con monogramma in chiave di volta della famiglia Mauroner. All'interno si conservano dipinti murari riproducenti motivi vegetali e strumenti musicali. Qui nacque l'artista, collezionista e medico Giuliano Mauroner (Tissano,1846 – Firenze, 1919), che donò alla città di Udine la sua raccolta di oggetti rari e preziosi ed il pittore incisore Fabio Mauroner (Tissano, 1884 – Venezia, 1948). Della famiglia Caimo, di cui si conserva lo stemma sul portale d'ingresso alla corte d'onore, ricordiamo Pompeo Caimo (Udine 1568 -Tissano 1631), docente di medicina teorica a Padova e archiatra di papa Gregorio XV. I Caimo nel 1648, con Giacomo Caimo, divennero Conti di Tissano, titolo che mantennero fino al 1806. La muraglia della villa, con il bel portale in pietra, s'affaccia sulla restaurata piazza Muroner che ospita, ogni anno, la prima domenica di Quaresima, la tradizionale Mascherata. Nei pressi troviamo la chiesa parrocchiale di S. Michele (secolo XX), edificio costruito sul sito di una chiesa più antica. All'interno, pregevole altare maggiore con le statue dei santi Sebastiano e Luigi Gonzaga ed una tela raffigurante san Michele. Sui fianchi del coro possiamo ammirare due opere giovanili di Enrico De Cillia risalenti al 1928. La chiesa conserva una pala di Giovanni Pietro Coda raffigurante San Giacomo (secolo XVII), restaurata nel 1900 da Giuliano Mauroner. Il sobrio campanile fu costruito con blocchi lapidei nel 1831, mentre l'attiguo pozzo in pietra risale al XVII secolo. Proseguendo in direzione ovest arriviamo in Piazza Caimo dove s'affaccia il bel portale di Villa Agricola del Torso. 

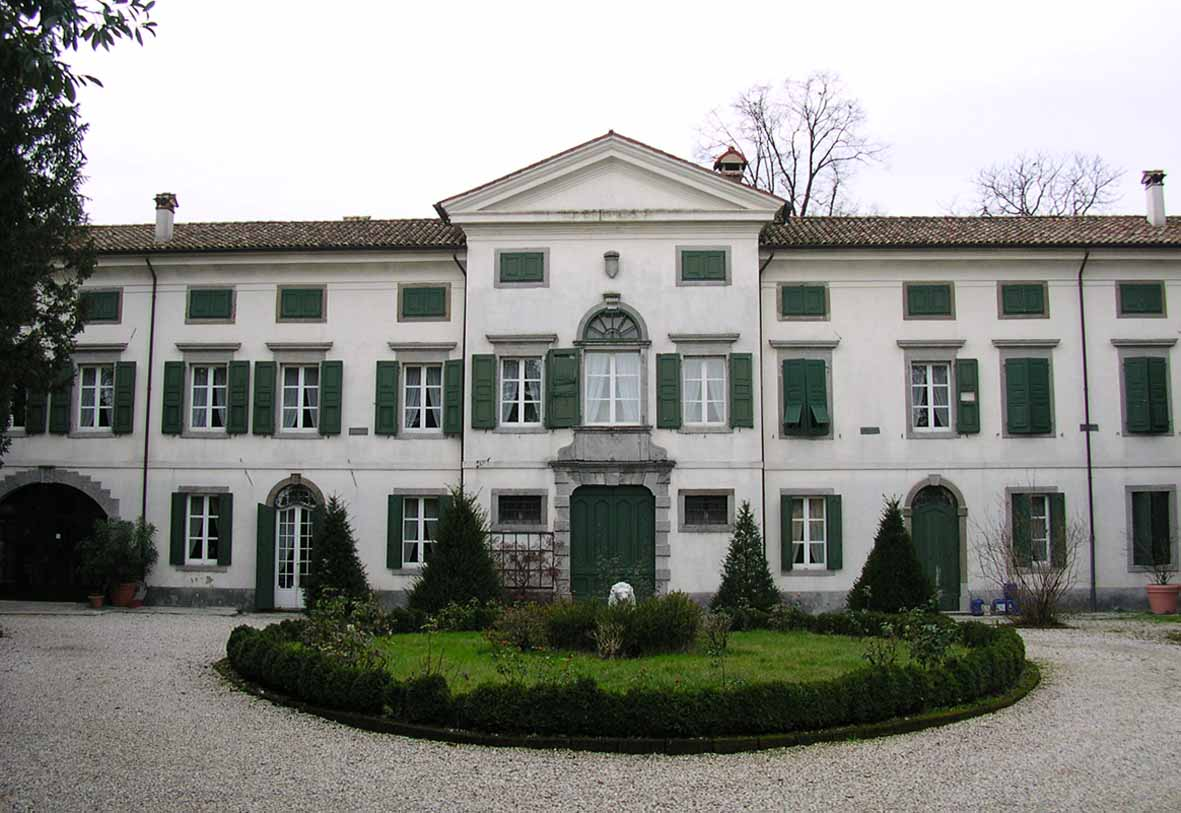
Tissano, villa Agricola del Torso

La nobile dimora fu costruita dalla famiglia Agricola, a partire dal secolo XVI, ingrandendo una piccola costruzione esistente. Gli interventi d'ampliamento continuarono in varie fasi fino al secolo XIX. Dal 1912 i Del Torso, nuovi proprietari, fecero altri interventi portando il complesso architettonico alle forme attuali. La villa, preceduta da un cortile d'onore, presenta il corpo dominicale, dalla pianta rettangolare, unito a due ali laterali che delimitano posteriormente un ampio parco. La facciata anteriore presenta centralmente un portale unito ad una portafinestra arcuata con timpano superiore, soluzione architettonica che ritroviamo nel fronte posteriore. L'ala sud è composta da costruzioni rustiche racchiuse all'estremità da una torre costruita dai Del Torso. Nella villa vissero due importanti fotografi: Augusto Agricola (1819-1857) ed Enrico del Torso (1876-1955). Dalla Piazza Caimo proseguendo verso nord (Borgo di sopra) scorgiamo la Latteria turnaria che conserva alcune attrezzature casearie e sulla facciata sud un affresco raffigurante una Madonna con Bambino tra i santi Rocco e Sebastiano (XVI secolo). Attiguo alla latteria è situato il Palazzo Rosso;

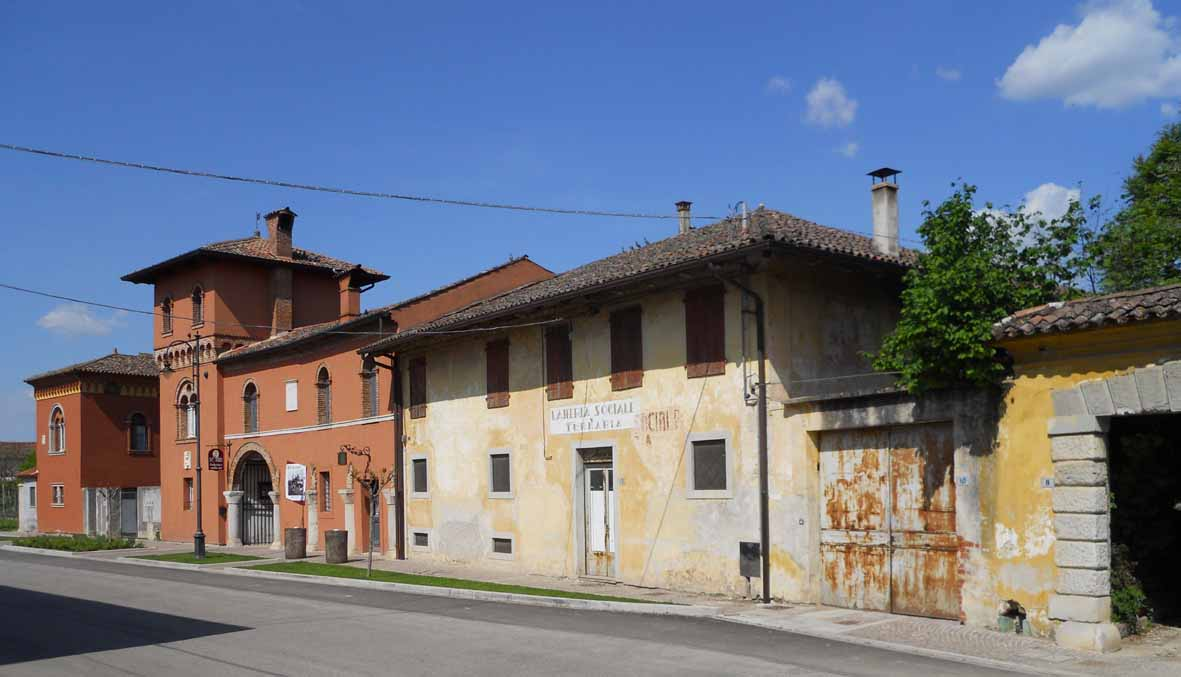
Tissano, palazzo Rosso e latteria

 un pittoresco rustico neo-romanico risalente alla fine del secolo XIX, probabile opera di Giuliano Mauroner, sul lato opposto si sviluppa un'interessante cortina edilizia. Tra i vari edifici che la compongono segnaliamo Casa Lavia, che conserva sulla facciata un affresco raffigurante una Madonna con Bambino tra i Ss Francesco Giovannino e Gerolamo (1839). A nord gli edifici dell'antico borgo sono lambiti dal Canale Ledra. Il corso d'acqua alimentava, fino ad alcuni fa, la “farie” della famiglia Grattoni, opificio costruito nel 1911. Ritornando verso Piazza Caimo si prosegue verso Bicinicco, oltrepassate le ultime case del borgo, ci ritroviamo in aperta campagna.

### Ronchiettis

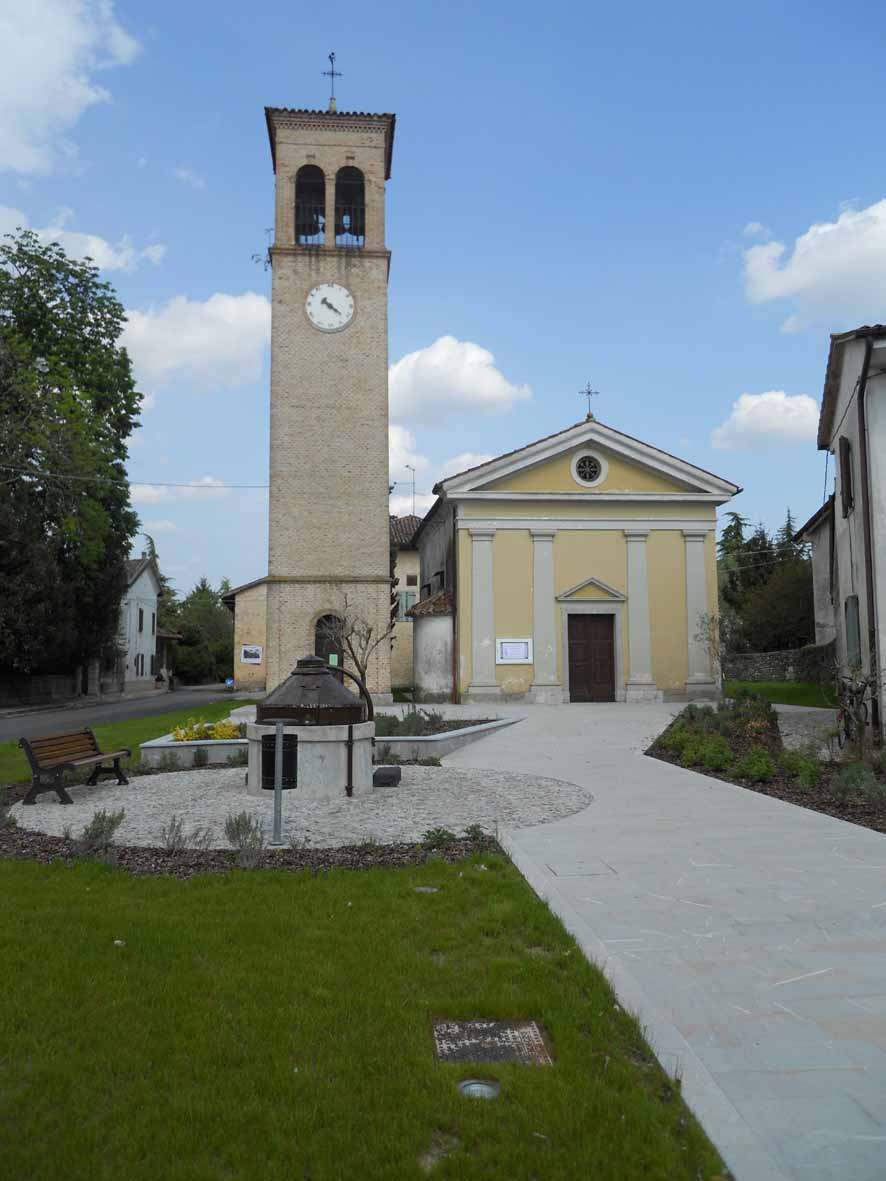
Ronchiettis

Il borgo di Ronchiettis è composto da antiche case rurali e dalla chiesa di San Bartolomeo. L'edificio, situato nella piazzetta del borgo risale al secolo XVI con ampi rimaneggiamenti nel secolo XIX. Il fronte principale è costituito da una serie di lesene con capitelli dorici sormontati da un timpano. Internamente fa bella mostra un altare maggiore dedicato a san Bartolomeo. A lato della chiesa nella seconda metà del secolo XIX fu costruito il campanile, in sostituzione del demolito campanile a vela. Davanti alla chiesa è ancora presente il pozzo del piccolo borgo; sul retro dell'edificio religioso è visibile la Villa Della Porta Braida (secolo XVII). L'edificio, preceduto da un giardino, si sviluppa ortogonalmente alla strada così come l'attiguo foledor. Durante la Grande Guerra la Villa ospitò l'ospedale da campo n. 0122.

### Mereto di Capitolo

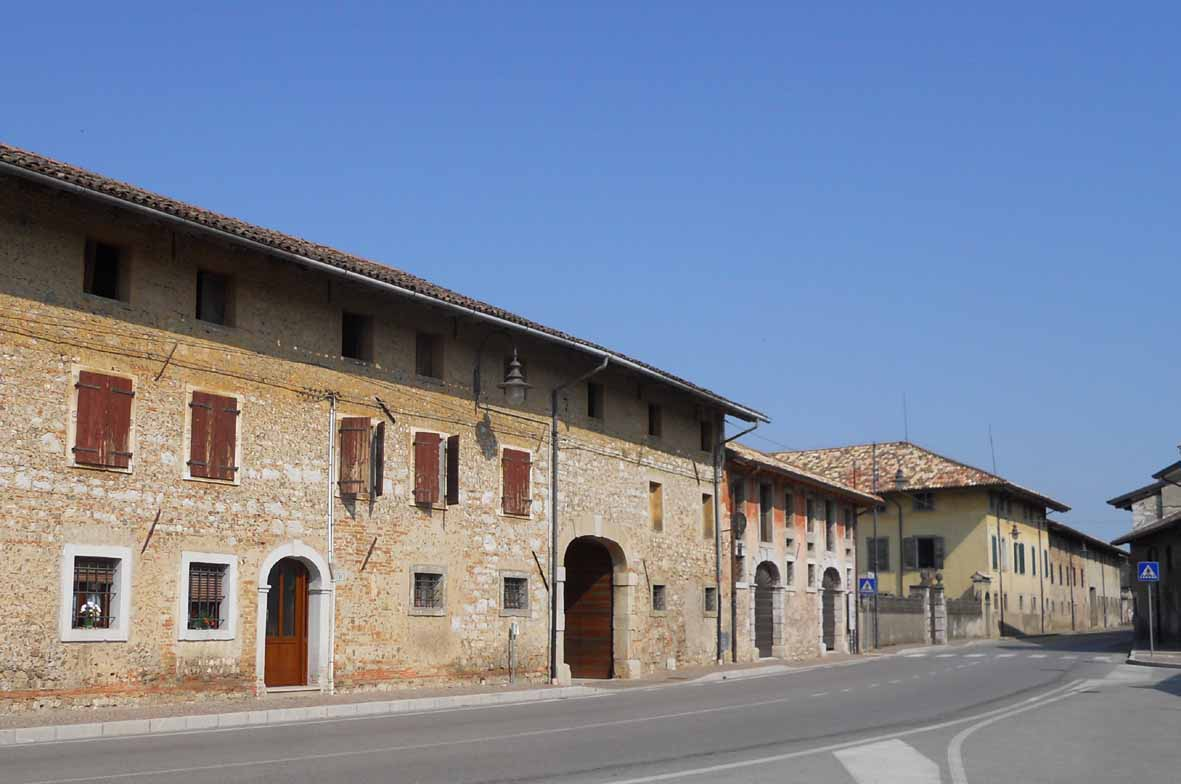
Mereto di Capitolo, casa Boga e villa Morelli de Rossi

Passata la Roggia Brentana, ci troviamo all'interno del borgo storico di Mereto, un tempo circondato da un fossato dalla forma ellittica. Prima di arrivare in piazza 1º Maggio vediamo il fianco nord di Villa di Brazza Cergneu Gortani. L'edificio è costituito da un corpo padronale ad "U" collegato a nord ad un'altra ala. Nella corte d'onore è presente l'oratorio gentilizio di S. Uberto, costruito dalla famiglia Frangipane nel 1930. La facciata principale della villa, visibile dalla piazza, presenta tre ordini d'aperture con al centro due eleganti portali in pietra sovrapposti di cui quello superiore con balaustra e fastigio triangolare. Nella villa, che divenne il quartier generale austriaco sotto la guida del colonnello Kerpan, fu firmata la capitolazione della fortezza di Palmanova il 24 giugno 1848. A sud la villa è delimitata da un interessante foledôr; il fronte principale, che si apre sulla piazza del borgo mostra la struttura muraria in sasso spaccato e due robusti portali arcuati. All'interno del rustico, all'inizio del secolo XX, il conte Pio di Brazzà produceva ghiaccio utilizzando l'energia idraulica del retrostante corso d'acqua. Siamo sulla piazza del borgo, che ospitava in passato uno stagno, conosciuto con il nome friulano sfuei. Qui si affaccia anche la chiesa parrocchiale di S. Michele. Le prime notizie risalgono al secolo XV. Inizialmente non si svolgevano tutte le funzioni religiose: i matrimoni ed i battesimi erano celebrati nell'antica chiesa di San Pietro. Probabilmente con il tempo crebbe l'importanza di questa chiesa, rispetto a quella più antica di S. Pietro, per il maggior uso della strada medioevale Udine-Aquileia, che passava a ridosso della chiesa, rispetto all'antica strada romana (Julia Augusta) che transitava davanti alla chiesa di San Pietro. L'edificio religioso è simile a molte chiese della pianura friulana rimaneggiate tra la fine del secolo XVIII e l'inizio del secolo XX. L'elemento identificativo principale è la facciata con quattro lesene doriche sormontate da un timpano. All'interno si possono ammirare varie ed interessanti opere d'arte. L'altare maggiore dalle forme barocche, in marmi policromi, presenta al centro una pala raffigurante S. Michele. Rimanendo sulla piazza principale si segnala l'interessante Casa Boga con il portale arcuato che c'introduce in una tipica corte agricola con pregevole colonnato. Attigua è la Villa Morelli de Rossi costituita da una serie di edifici realizzati in epoche diverse, ed immersi in un ampio giardino con al centro la casa padronale. L'edificio principale, con la sua pregevole facciata settecentesca, nasconde una storia più antica, sul fronte ovest è presente una lapide commemorativa del 1915 che ricorda la visita del re Vittorio Emanuele III; anche la duchessa Elena d'Aosta (Hélène d'Orléans),in veste di Ispettrice Generale delle Infermiere Volontarie della CRI durante la Grande Guerra, visitò l'Ospedale da Campo n.203 situato all'interno del complesso nobiliare . Il lato sud della corte d'onore è delimitato da un pregevole “foledôr” risalente al secolo XIX. Di fronte alla Villa Morelli de Rossi, si segnalano le interessanti aperture ad arco di Casa Boemo, edificio recentemente demolito.

#### Chiesa di S. Pietro

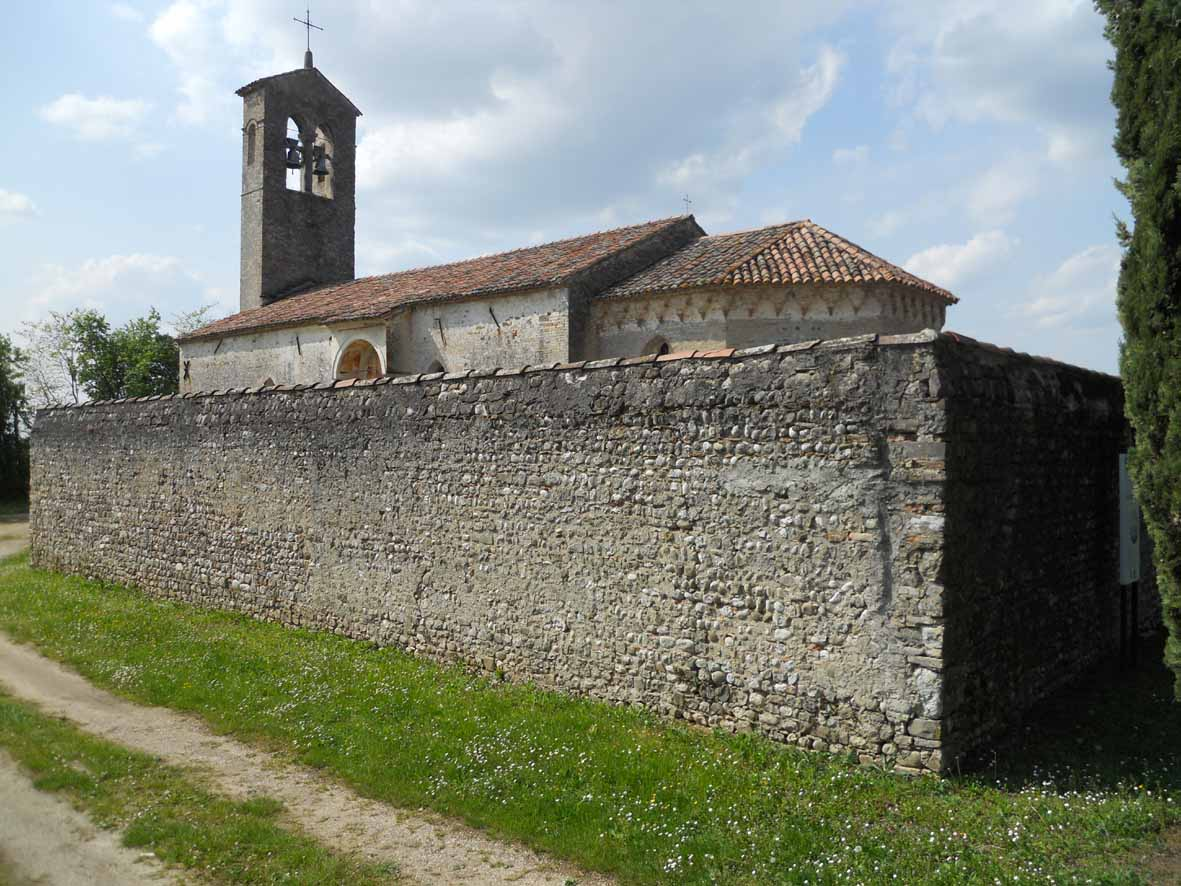
Mereto di Capitolo, chiesa di S.Pietro

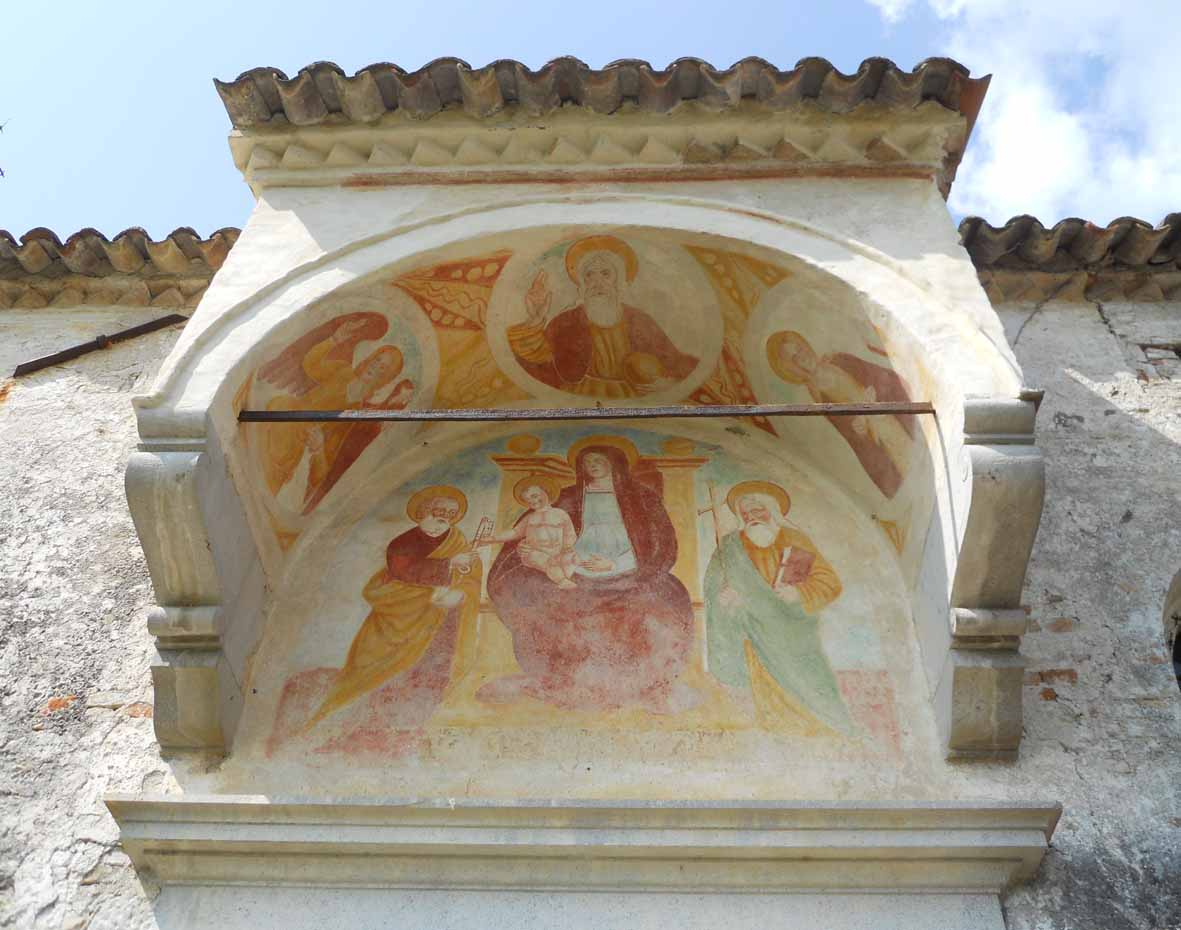
Mereto di Capitolo, protiro chiesa di S.Pietro

L'edificio religioso, nelle forme attuali, è databile al secolo XV; probabilmente fu danneggiato durante le invasioni turche e rimaneggiato nel secolo XVI. A ridosso dell'attuale chiesa si trovava un monastero agostiniano, citato già nel 1371, corrispondente, in parte, al Casale Pontelli. La pieve di S. Pietro si rifà alle tipiche chiese della pianura friulana con campanile a vela. Nel secolo XVI furono eseguiti degli affreschi sulle pareti dell'aula e ricoperti nel secolo successivo da uno strato di calce. Nel 2000 sono stati restaurati e riportati alle forme originali. L'affresco della parete sud rappresenta la Madonna con Bambino con i Ss Rocco, Bastiano ed altro santo non identificato. Al margine esterno del dipinto è presente un cartiglio che riporta la data 1535.

## Società

### Evoluzione demografica
Abitanti censitiTesto in corsivo

### Lingue e dialetti
A Santa Maria la Longa, accanto alla lingua italiana, la popolazione utilizza la lingua friulana. Ai sensi della Deliberazione n. 2680 del 3 agosto 2001 della Giunta della Regione autonoma Friuli-Venezia Giulia, il Comune è inserito nell'ambito territoriale di tutela della lingua friulana ai fini della applicazione della legge 482/99, della legge regionale 15/96 e della legge regionale 29/2007.
La lingua friulana che si parla a Santa Maria la Longa rientra fra le varianti appartenenti al friulano centro-orientale.